# Ференц Оршош
Ференц Оршош (угор. Orsós Ferenc, 22 серпня 1879, Тімішоара — 25 липень 1962 Майнц) — угорський патологоанатом, один з дванадцяти лікарів Міжнародної комісії, спрямованої німцями в квітні 1943 року для розслідування скоєного в Катині злочину.

## Біографія
Ференц Оршош народився в 1879 році в місті Тімішоара в Трансільванії. Навчався на медика в Будапешті, потім працював в місті Печ. Під час Першої світової війни був полоненим в Росії. Після закінчення війни став директором відділу судової медицини в Будапештському університеті. З 1928 року член Угорської Академії Наук .

## Політичні погляди
Заснував організацію медиків Угорщини («Magyar Orvosok Nemzeti Egyesülete, MONE»). Як голова MONE він вимагав відлучати євреїв від професії лікарів і здійснювати антисемітські заходи в Угорщині. У 1941 році виступав за те, щоб за прикладом німецького расового законодавства, яке діяло і в Угорщині, були заборонені шлюби між угорцями та євреями; угорцями і циганами. Після німецької окупації Угорщини керовані Оршошом організації лікарів видавали угорських лікарів єврейського походження і давали згоду на їхню висилку .

## Участь в розслідуваннях

### Катинь
До 1943 року виконав тисячі судово-медичних експертиз і розробив метод визначення часу смерті. У Катині брав участь у розтині убитих польських офіцерів і був одним з тих, хто підписався під підсумковим протоколом, де встановлювалося, що вбивства були скоєні навесні 1940 року. Виконував там також роль одного з перекладачів, з огляду на його знання російської мови.
У 1952 році, разом з Хельге Трамсеном і Вінченцо Маріо Пальміері, брав участь в слуханнях Комісії Конгресу США з катинської справи .

### Вінниця
У 1943 році разом з доктором Александру Біркле взяв участь в дослідженні німцями місць масових поховань в Вінниці.

## Післявоєнний період
У грудні 1944 році, з побоювання перед наближенням радянської армії, втік в Німеччину. З 1946 році проживав в Західному Берліні, в 1962 році помер в Майнці. Був заочно засуджений в Угорщині народним судом .